# لي إن سوك
لي إن سوك ( الكورية : 이은숙؛ هانجا :李銀淑؛ ولدت في27 فبراير 1962) هي جراحة أورام من كوريا الجنوبية خبيره في سرطان الثدي و تشغل حاليا منصب رئيسة المركز الوطني للسرطان (NCC) منذ تعيينها من قبل وزير الصحة والرعاية في نوفمبر 2017. وهي أول امرأة تقود المركز منذ إنشائه عام 2000.  لي هي رئيسه بحكم منصبها بكلية NCC للدراسات العليا لعلوم وسياسة السرطان (GCSP) ومجلس إدارة مؤسسة NCC. كما شغلت منصب الأمين العام للتحالف الآسيوي الوطني لمراكز السرطان منذ بداية رئاستها.
وقد أنضمت إلي المركز الوطني للسرطان عام 2000 عندما تم تأسيسه وقامت بأدوار عديده منذ وقتها كما أصبحت تعمل كأخصائيه في مركز سرطان الثدي التابع لNCC منذ 2011.
لي نصحت الحكومة في مناسبات عديده بصفتها خبيره للسرطان.كما شغلت منصب عضو مجلس التخطيط الوطني لمكافحة السرطان الذي يديره الوزارة منذ عام 2000 حتي 2006. بالإضافة إلى كونها مستشاره للوكالة الوطنية المتعاونة القائمة علي الأدلة الصحية (NECA) منذ عام 2015 ، و عضو لجنة إعادة فحص المعاشات الوطنية منذ 2016 و تشخيصاتها الطبيه الدقيقة للسرطان في جامعه ألما ماترالكوريه ومؤسسة العلاج التي تتولي وزارة العلوم وتكنولوجيا المعلومات والاتصالات تمويلها منذ عام 2017.
قامت لي ببناء مسيرتها المهنية في الوسط الأكاديمي في جامعة تكساس هيوستن، جامعتها ، جامعة نورث وسترن و NCC. و في عام 1995 أكملت دراساتها ما بعد الدكتوراه بقسم الكيمياء الحيوية والبيولوجيا الجزيئية في جامعة تكساس مركز إم دي أندرسون للسرطان . منذ عام 1998 وحتي عام 2000 كانت أستاذة مساعدة زائرة في المركز الشامل للسرطان اروبرت هـ.لوري في جامعة نورث وسترن . بعد عملها كمدربة لمدة خمس سنوات تقريبًا، أصبحت أستاذًا مساعدًا للجراحة في كلية الطب بجامعة كوريا في عام 1996، وعملت هناك حتى عام 2000، وقد عادت إلى جامعتها ألما ماتر في عام 2008 وعملت كأستاذة للجراحة العامة في فرع سرطان الثدي والغدد الصماء بمشفاها حتى عام 2011. ، ثم أصبحت أستاذًا مساعدًا عام 2018 في كلية الدراسات العليا لعلوم وسياسة السرطان (GCSP). كما قامت بالتدريس في قسم علوم سرطان النظام حتى عام 2017 ثم انتقلت إلى قسم العلوم الطبية الحيوية للسرطان. وهي الآن الرئيس الثالث لـ GCSP.  
كانت سابقا أول عضوه في مجلس إدارة جمعية الجراحة الكورية. كما عملت مديرة لإدارتها منذ 2010 حتي عام 2012. 
بعد تخرجها من مدرسة ماسان الثانويه للبنات وتفوقها في مادة العلوم الطبيعية،  ذهبت إلى جامعة كوريا حيث حصلت بها على ثلاث درجات في الطب من البكالوريوس إلى الدكتوراه.

## الجوائز
- جائزة الرئيس من جامعة كوريا (1993)
- جائزة البحث المتميز من الجمعية الكورية للموجات فوق الصوتية الطبية (1996)
- جائزة المساهمة من المركز الوطني للسرطان (2001) [4]
- قسم دوسان يونكانج الأكاديمي للقسم الجراحي من مؤسسة دوسان يونكانج (2011) [6]
- جائزة وزير الصحة والرعاية الاجتماعية (2016)
- الجوائز الأكاديمية لسرطان Roche من جمعية السرطان الكورية (2016) [3]

## الأعمال المنشورة
ساهمت لي في تأليف سته كتب متعلقه بالسرطان، والتي تم نشرها بواسطة NCC باللغة الكوريه للمرضي والعامه.
كما ساهمت أيضا في أتابة كثر من 160 مقالا متعلقا بالسرطان - أغلبها عن سرطان الثدي - منشور من قبل الصحف المسجلة في دليل الإقتباس العلمي، دليل الإقتباس العلمي الموسع، أو دليل اقتباس العلوم الإجتماعيه.

## روابط خارجية
- نبذة عن رئيس NCC GCSP باللغة الإنجليزية